# 東港インターチェンジ
東港インターチェンジ（ひがしこうインターチェンジ）は、新潟県北蒲原郡聖籠町藤寄にある国道7号新新バイパスのインターチェンジ。
なお、当ICはハーフICで、曽和方面からの流出・流入のみ可能。新発田方面からの流出・流入はできない。

## 歴史
- 1981年12月4日：競馬場IC - 当IC間開通（暫定2車線）[1]。
- 1989年9月16日：当IC - 新発田IC間開通、競馬場IC - 蓮野IC間4車線供用開始[2]。

## 接続する道路
- 新潟県道556号新潟東港線

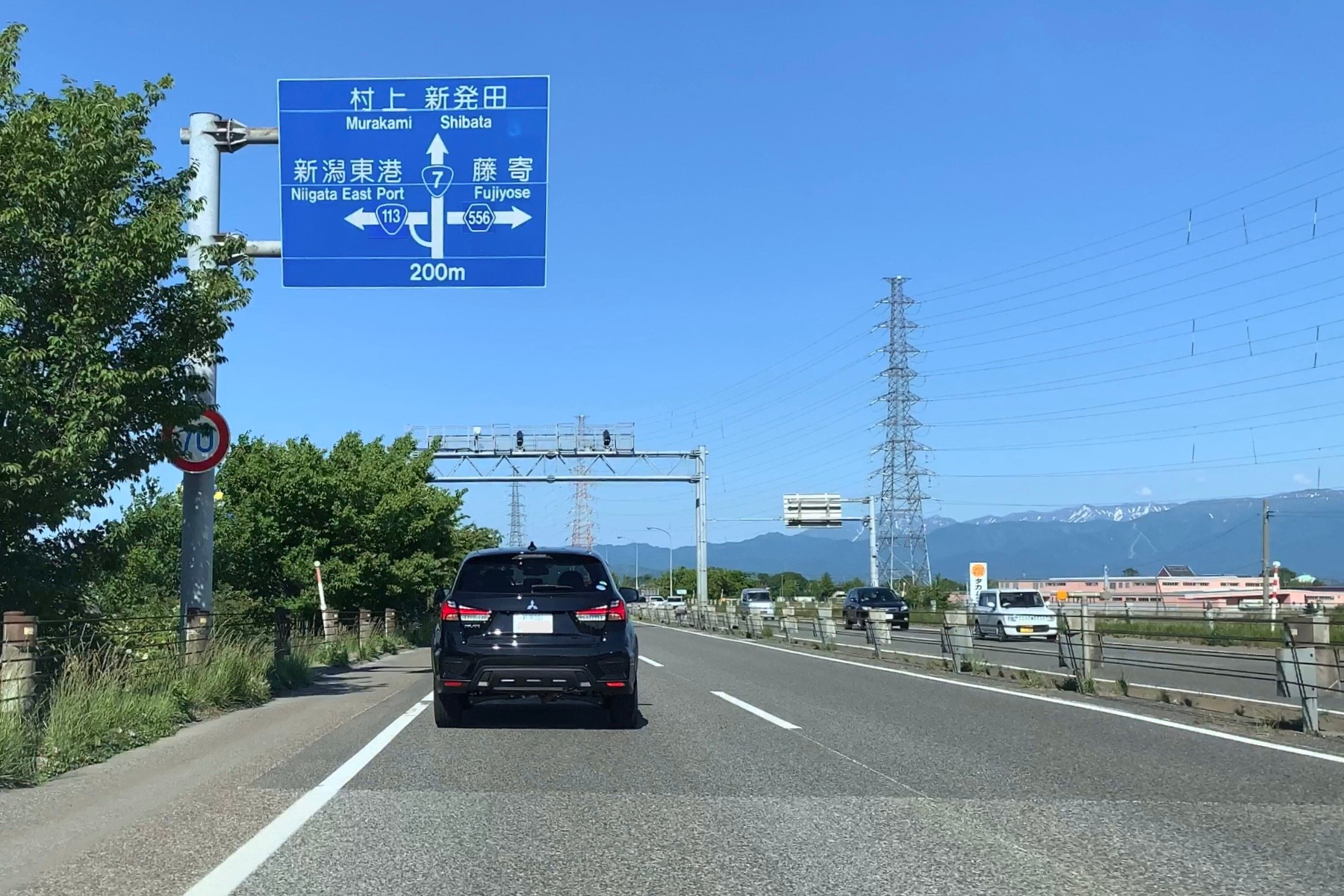
バイパス本線上の案内標識（2020年5月）
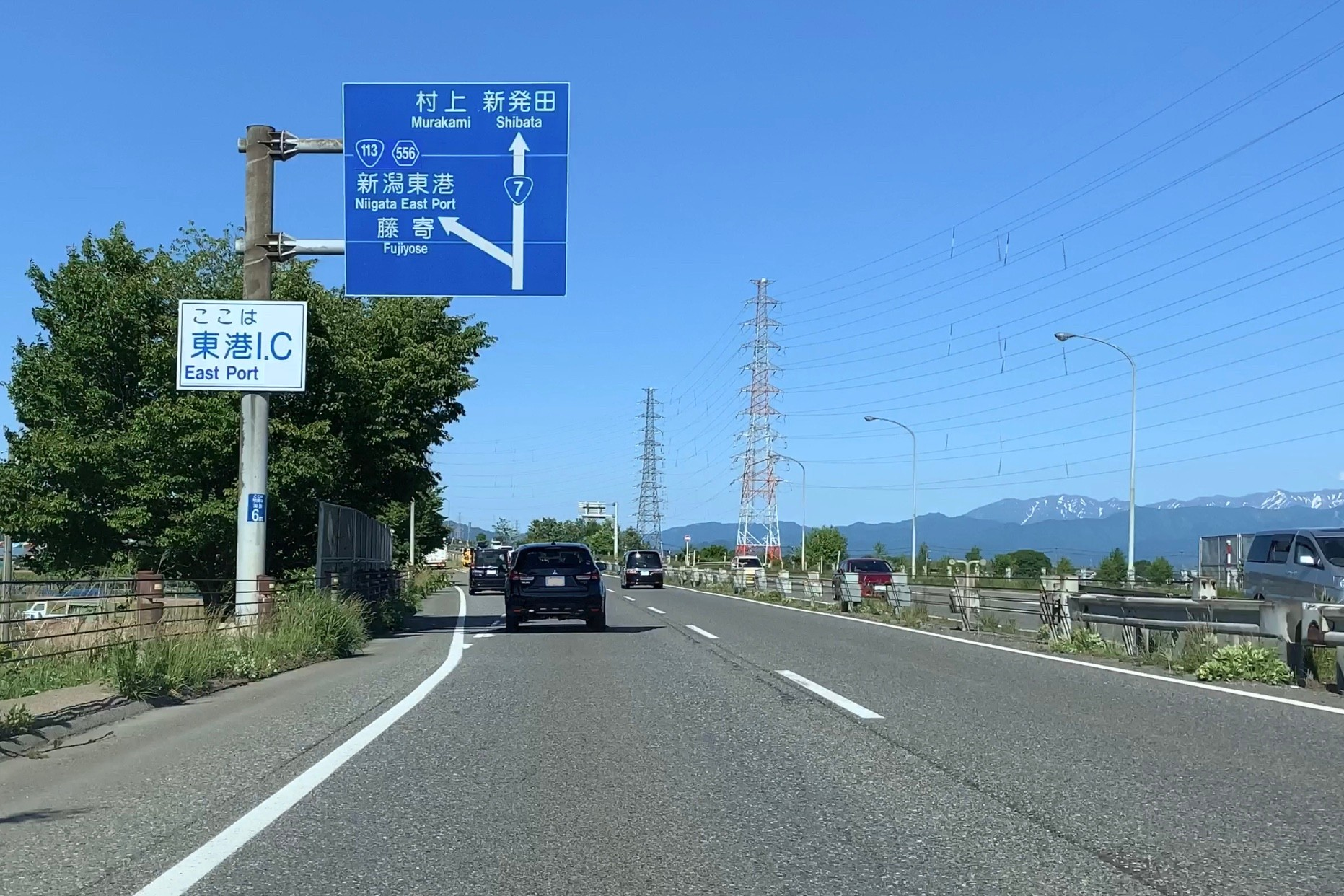
バイパス本線上の案内標識（2020年5月）

## 周辺
- 新潟東港

## 隣
国道7号新新バイパス
豊栄IC - 道の駅豊栄 - 東港IC - 大夫興野IC